# لوران باگبو
لوران کودو باگبو (به فرانسوی: Laurent Koudou Gbagbo) (زاده ۳۱ مه ۱۹۴۵) یک سیاستمدار اهل ساحل عاج است که از سال ۲۰۰۰ تا ۲۰۱۱ رئیس‌جمهور این کشور بود. وی بعد از انتخابات ریاست جمهوری ۲۰۱۰ ساحل عاج با نادیده انگاشتن آرای مردم و سرکوب مخالفانش خود را رئیس‌جمهور ساحل عاج خواند.
او در ۱۱ آوریل ۲۰۱۱ به دست نیروهای فرانسوی دستگیر شد. وی در ۱۵ ژانویه ۲۰۱۹ توسط دادگاه بین‌المللی کیفری در لاهه از اتهام جنایات علیه بشریت تبرئه شد.

## محاکمه
محاکمه او در دادگاه بین‌المللی کیفری لاهه در تاریخ ۲۸ ژانویه ۲۰۱۶ آغاز شد، جایی که او همه اتهامات وارده از جمله جنایت علیه بشریت و قتل و تجاوز و شکنجه را منکر شد. همچنانکه هم پرونده‌ای او معاونش شارل بیه لیگود نیز این اتهامات را انکار کرد، اتهامات وارده شامل جنایات علیه بشریت از جمله قتل، تجاوز و آزار و اذیت. با توجه به شرایط امنیتی، قضات به او دستور دادند تا حین محاکمه در بازداشت نگهداری شود. در ۱۵ ژانویه ۲۰۱۹، حکم تبرئه لوران باگبو و لیگود توسط دادگاه ببین‌المللی کیفری (ICC) و آزادی این دو صادر شد. برخی از ساکنین ساحل عاج با اعلام حکم لوران باگبو جشن گرفتند، گرچه قربانیان خشونت پس از انتخابات سال ۲۰۱۰و گروه‌هایی که از آنها حمایت می‌کردند، مانند عفو بین‌الملل، آزادی این دو را محکوم کردند. محاکمه علیه باگبو اولین مورد علیه یک رئیس دولت توسط دادگاه بین‌المللی کیفری در لاهه بود و در زمینه جنایات گسترده یک شکست برای دادگاه لاهه در محکوم کردن باگبو به‌شمار می‌رود که اعتبار دادگاه بین‌المللی کیفری لاهه (ICC) را به شدت تحت تأثیر قرار می‌دهد.